# 拉塞爾加登斯 (紐約州)
拉塞爾加登斯（英語：Russell Gardens）是位於美國紐約州拿騷縣的村。

## 人口
根據2020年美國人口普查的數據，拉塞爾加登斯的面積為0.45平方千米，皆為陸地。當地共有人口978人，而人口密度為每平方千米2,173人。